# Peter Van Der Heyden
Peter Van der Heyden (Aalst, 1976. július 16. –) belga válogatott labdarúgó.

## Sikerei, díjai
- Club Brugge
  - Belga bajnok: 2002-03, 2004-05